# Steve Johnson (baseball)
Pour les articles homonymes, voir Steve Johnson et Johnson.
Steven David Johnson (né le 31 août 1987 à Baltimore, Maryland, États-Unis) est un ancien lanceur droitier des Ligues majeures de baseball.

## Carrière
Steve Johnson est un choix de treizième ronde des Dodgers de Los Angeles en 2005. Il amorce sa carrière en ligues mineures la même année avec un club-école des Dodgers. Le 30 juillet 2009, alors que Johnson évolue toujours dans les mineures, les Dodgers l'échangent aux Orioles de Baltimore en compagnie du joueur de troisième but Josh Bell pour obtenir le lanceur gaucher George Sherrill. Durant l'intersaison 2009-2010, Johnson fait un bref passage dans l'organisation des Giants de San Francisco : ces derniers le réclament via le repêchage de règle 5 en décembre avant de le retourner aux Orioles en mars. Johnson gradue au niveau Triple-A des ligues mineures en 2011 et s'aligne pour Norfolk, où il amorce la saison 2012.
Steve Johnson fait ses débuts dans le baseball majeur avec le club de sa ville natale, les Orioles de Baltimore, le 15 juillet 2012. Il lance alors deux manches en relève face aux Tigers de Détroit.
Il joue 27 matchs des Orioles au total en 2012, 2013 et 2015, et sa moyenne de points mérités se chiffre à 4,25 en 59 manches et un tiers lancées, avec 69 retraits sur des prises, 5 victoires et une défaite.
Il signe un contrat des ligues mineures avec les Rangers du Texas le 14 février 2016. Libéré le 14 mars suivant durant l'entraînement de printemps, il rejoint les 17 mars les Mariners de Seattle, avec qui il apparaît dans 16 matchs en 2016.